# Anton Dermota (Politiker)

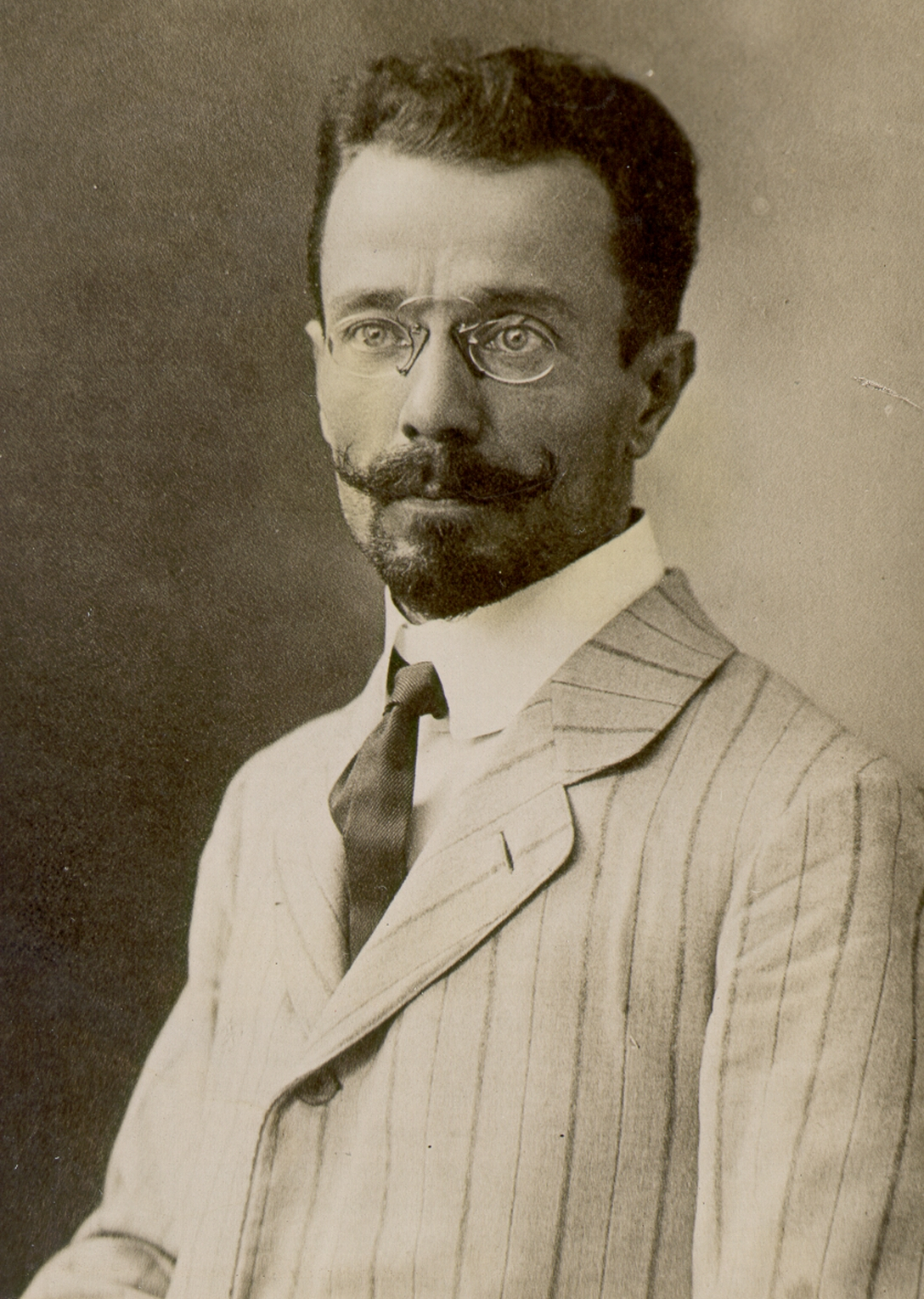
Anton Dermota (nach 1900)

Anton Dermota (1. Januar 1876 in Železniki, Österreich-Ungarn – 3. Mai 1914 in Görz, Österreich-Ungarn) war ein slowenischer Jurist, Politiker und Übersetzer.

## Leben
Dermota studierte von 1889 bis 1896 Jura, promovierte 1905 an der Universität Prag zum Dr. jur. und arbeitete ab 1908 als Anwalt in Görz. Als Sozialdemokrat befasste er sich kritisch mit den damaligen sozialen und politischen Zuständen und bekämpfte den Kapitalismus. Zudem übersetzte er Werke der tschechischen Dichter Anna Řeháková, Gabriela Preissová und den Roman Magdalena von Josef Svatopluk Machar ins Slowenische.

## Schriften (Auswahl)
- Slovenski politični problemi. Cankarjeva družba, Ljubljana 1940.